# Myrciaria cordata
Myrciaria cordata är en myrtenväxtart som beskrevs av Otto Karl Berg. Myrciaria cordata ingår i släktet Myrciaria och familjen myrtenväxter. Inga underarter finns listade i Catalogue of Life.